# Paul Costello
Paul Vincent Costello (Filadelfia, 27 de diciembre de 1894-Filadelfia, 17 de abril de 1986) fue un deportista estadounidense que compitió en remo.
Participó en tres Juegos Olímpicos de Verano entre los años 1920 y 1928, obteniendo tres medallas: oro en Amberes 1920, oro en París 1924 y oro en Ámsterdam 1928.

## Palmarés internacional
| Juegos Olímpicos | Juegos Olímpicos         | Juegos Olímpicos | Juegos Olímpicos |
| Año              | Lugar                    | Medalla          | Prueba           |
| ---------------- | ------------------------ | ---------------- | ---------------- |
| 1920             | Amberes (Bélgica)        | Medalla de oro   | Doble scull      |
| 1924             | París (Francia)          | Medalla de oro   | Doble scull      |
| 1928             | Ámsterdam (Países Bajos) | Medalla de oro   | Doble scull      |